# بهشت در مسیحیت

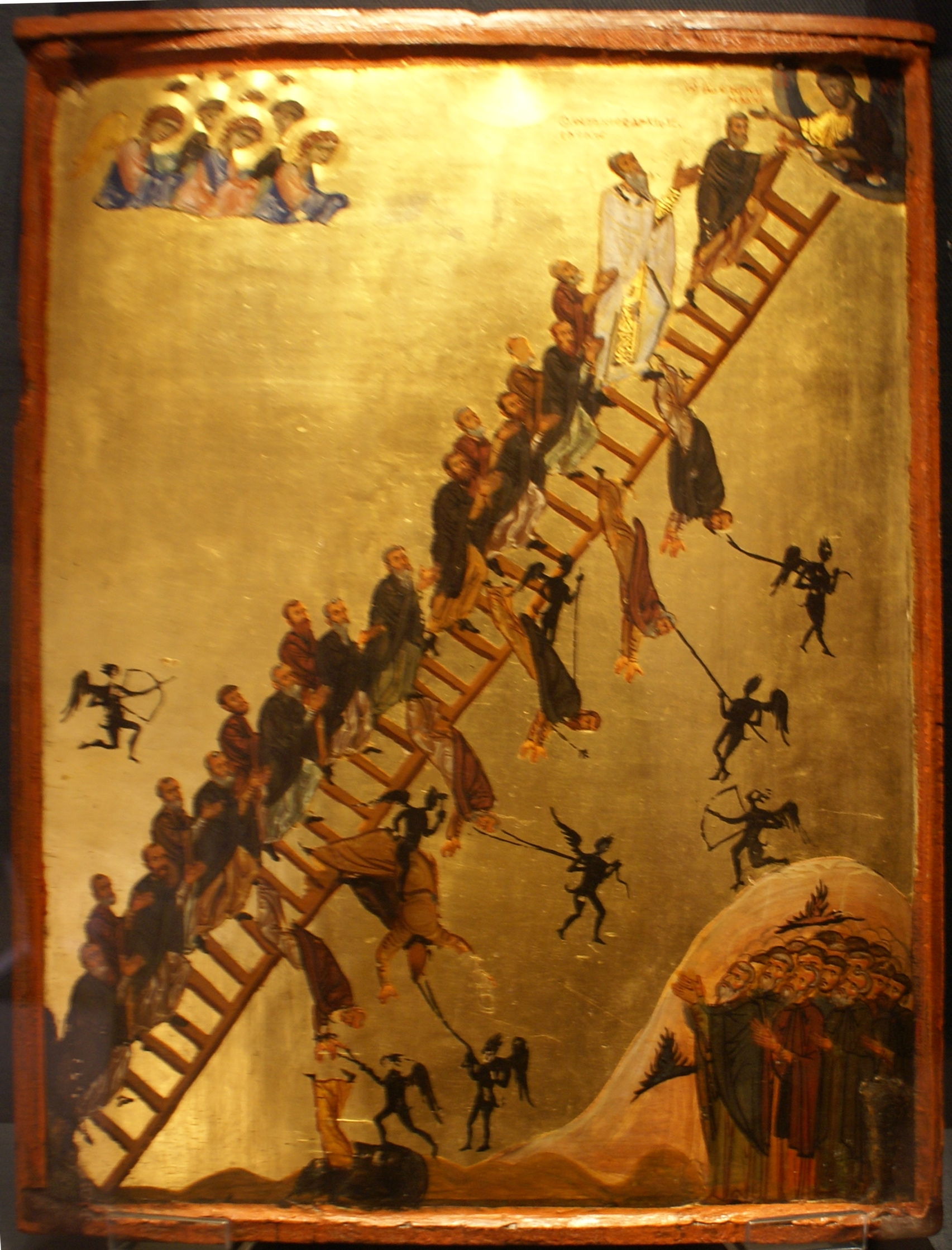
نردبان صعود الهی در دیر کاترین مقدس، کوه سینا

بهشت در مسیحیت (انگلیسی: Heaven in Christianity) در مسیحیت، بهشت به‌طور سنتی محل عرش الهی و فرشتگان خدا، در اکثر فرقه‌های مسیحیت است. سرای پرهیزگاران در زندگی پس از مرگ است. در برخی از فرقه‌های مسیحی، آن را مرحله ای موقت قبل از رستاخیز مردگان و بازگشت قدیسان به زمین جدید می‌دانند.